# Cayetana Álvarez de Toledo
Cayetana Álvarez de Toledo y Peralta-Ramos, XV marchesa di Casa Fuerte (Madrid, 15 ottobre 1974) è una giornalista, storica e politica spagnola di origini franco-argentine, esponente del Partito Popolare, deputata del Congresso dei deputati dal maggio 2019 per il collegio di Barcellona e portavoce del suo partito al Congresso fino all'agosto 2020.
È stata deputata del collegio elettorale di Madrid nella IX e X legislatura delle Cortes Generali.  È l'attuale Direttore delle Relazioni Internazionali di FAES. Dal suo ritorno al giornalismo ha scritto per il quotidiano El Mundo.

## Biografia
Álvarez de Toledo è nata a Madrid da padre francese e madre argentina. È la figlia di Juan Illán Álvarez de Toledo y Giraud, XIV marchese di Casa Fuerte, che combatté nella Resistenza francese durante la seconda guerra mondiale dopo lo sbarco in Normandia nel giugno 1944, e di Patricia Peralta-Ramos y Madero, argentina discendente da una famiglia patrizia argentina, le cui origini risalgono all'inizio del XVI secolo, durante il vicereame spagnolo in Sudamerica. È cittadina argentina, francese e spagnola. In diverse occasioni ha affermato: "Ho deciso di essere spagnola".
Dopo aver trascorso i primi sette anni della sua infanzia a Londra, si è trasferita a Buenos Aires e si è iscritta alla Northlands School. È quindi tornata nel Regno Unito laureandosi in Storia moderna presso il New College, Università di Oxford, e un dottorato di ricerca nello stesso campo con la tesi sul vescovo Juan de Palafox, viceré della Nuova Spagna, sotto la guida dello storico ispanico John H. Elliott. Dopo il dottorato, nel settembre 2000 è diventata redattrice del quotidiano El Mundo,  prima nella sezione Opinione e successivamente nella sezione Economia. È stata anche conduttrice del talk show sulla rete COPE La Mañana, condotto da Federico Jiménez Losantos.

## Vita privata
Ha sposato il 20 ottobre 2001 l'uomo d'affari catalano (e suo molto lontano cugino) Joaquín Güell (della famiglia dei Marchesi di Comillase Conti di Güell). Hanno avuto due figlie, ma la coppia ha divorziato nel gennaio 2018.